# 創造主と復讐
「創造主と復讐」（そうぞうしゅとふくしゅう、原題 : "The Battle of Ranskoor Av Kolos"）は、イギリスのSFドラマ『ドクター・フー』の第11シリーズ第10話にして同シーズンの最終話。脚本はクリス・チブナル、監督はジェイミー・チャイルズが担当し、2018年12月9日に BBC One で初放送された。視聴者数は665万人で、批評家のレビューは賛否両論であった。

## あらすじ
13代目ドクター（演:ジョディ・ウィテカー）らは救難信号を追って惑星ランスコア・アブ・コロスを訪れる。大気に生物の精神を錯乱させる作用のあるこの星で、ドクターたちはツィム・シャから結晶体を奪還したパルトラキたちと出会い、彼らがツィム・シャに追い詰められていることを知る。ツィム・シャは「新生ドクター、地球に落ちる」でドクターに敗れた後この星へ来訪し、次元を信仰心で操作するアックス族を支配下に置き、3407年もの間創造主としてスナイパーボットを従えて聖堂に君臨していた。ツィム・シャはアックス族の能力とステンザ族の科学力を用いて惑星を結晶体に封印しており、ドクターたちは彼が次の標的とした地球を守るために立ち上がる。

### 連続性
ドクターがターディスを使って惑星を元の座標に戻す際、彼女はスリジーンを卵に生まれ変わらせたことや地球を牽引したことに言及した。前者は「悲しきスリジーン」で9代目ドクターが原子力発電所のメルトダウンを防ぎつつマーガレット・スリジーンに新しい人生を歩ませたこと、後者は「旅の終わり」でダーレク艦隊により宇宙消滅のエネルギー源にするため収集された地球を10代目ドクターらが元に戻したことを指している。

## 放送と反応
| 専門評論家によるレビュー           | 専門評論家によるレビュー |
| レビュー・スコア                   | レビュー・スコア         |
| 出典                               | 評価                     |
| ---------------------------------- | ------------------------ |
| エンターテインメント・ウィークリー | B-                       |
| デイリー・ミラー                   | [ 3 ]                    |
| ニューヨーク・マガジン             | [ 4 ]                    |
| ラジオ・タイムズ                   | [ 5 ]                    |
| The A.V. Club                      | B-                       |
| デイリー・テレグラフ               | [ 7 ]                    |
| TV Fanatic                         | [ 8 ]                    |

「創造主と復讐」のその晩の視聴者数は532万人、番組視聴占拠率は26.4%で、イギリスの全チャンネルにおいてその晩では第4位、その週では第21位の記録を残した。合計視聴者数は665万人で、その週のイギリスの全チャンネルの番組では第18位を記録し、Audience Appreciation Index のスコアは79となった。